# 拉斯加利納斯 (加利福尼亞州)
拉斯加利納斯（英語：Las Gallinas）是位於美國加利福尼亞州馬林縣的一個非建制地區。該地的面積和人口皆未知。

## 地理
拉斯加利納斯的座標為38°01′14″N 122°32′19″W / 38.02056°N 122.53861°W，而該地的平均海拔高度為8米（即26英尺）。